# ميك هيغينز
ميك هيغينز (بالإنجليزية: Mick Higgins)‏ هو لاعب كرة القدم الغالية أيرلندي، ولد في 22 أغسطس 1922، وتوفي في 28 يناير 2010.